# Xenosaurus newmanorum
Espèce
Statut de conservation UICN

 EN B1ab(iii)+2ab(iii) : En danger
Xenosaurus newmanorum est une espèce de sauriens de la famille des Xenosauridae.

## Répartition
Cette espèce est endémique du Mexique. Elle se rencontre au Veracruz et du Sud-Ouest du Tamaulipas à l’État de San Luis Potosí.

## Publication originale
- Taylor, 1949 : A preliminary account of the herpetology of the state of San Luis Potosi, Mexico. University of Kansas science bulletin, vol. 33, n. 2, p. 169-215 (texte intégral).